# Archidendron aruense
Archidendron aruense là một loài thực vật có hoa trong họ Đậu. Loài này được (Warb.) Dewit miêu tả khoa học đầu tiên.